# Єгоров Борис Борисович
Єгоров Борис Борисович (26 листопада 1937, Москва — 12 вересня 1994, Москва) — радянський космонавт, Герой Радянського Союзу (1964). Лікар.
Здійснив космічний політ 12-13 жовтня 1964 року на борту космічного корабля «Восход» разом з космонавтами Володимиром Комаровим і Костянтином Феоктистовим. Це був перший у світі багатомісний космічний корабель. Вперше у складі екіпажу крім льотчика були також інженер та лікар. Вперше в історії екіпаж здійснював політ без скафандрів. Вперше використано систему м'якої посадки. Підсумкова тривалість польоту склала одну добу 17 хвилин, за цей час корабель 16 разів облетів земну кулю. Основним завданням польоту було забезпечення пріоритету СРСР в польотах у космос екіпажу з кількох космонавтів. Крім того, було виконано багато технічних і медико-біологічних експериментів.

## Біографія
Народився 26 листопада 1937 року в Москві, в родині академіка Академії медичних наук СРСР Бориса Григоровича Єгорова.
1955 року закінчив 10 класів середньої школи Москви і вступив до Першого Московського медичного інституту. Ще в студентські роки працював з першими кандидатами в загін радянських космонавтів. 1961 року закінчив інститут і прийнятий на посаду молодшого наукового співробітника в медичний науково-дослідницький інститут. 1964 року перейшов працювати до Інституту медико-биологічних проблем. Оскільки робота в інституті була пов'язана з проблемами космічної медицини, то логічно було зарахувати Бориса Єгорова в загін радянських космонавтів (1964, група космонавтів-медиків № 1), коли для польоту в космос знадобились медики. Пройшов повний курс підготовки для польотів на кораблях типу Восход. 12 — 13 жовтня 1964 року здійснив космічний політ на першому у світі багатомісному космічному кораблі Восход-1. В космосі перебував 1 добу 17 хвилин 3 секунди. Після космічного польоту працював завідувачем відділу Інституту медико-біологічних проблем Міністерства охорони здоров'я СРСР; був керівником Центру збирання і обробки медичної інформації Інституту медико-біологічних проблем Міністерства охорони здоров'я СРСР; працював директором НДІ біомедичної технології Міністерства охорони здоров'я СССР; директором Науково-виробничого центру медичної біотехнології Міністерства охорони здоров'я СРСР (1984—1992).
В загоні космонавтів офіційно залишався до 1982 року, але не проходив підготовки і не призначався в екіпажі.
Помер 12 вересня 1994 року. Похований в Москві на Новодівочому цвинтарі.

## Нагороди
Герой Радянського Союзу.
Нагороджений орденом Леніна, орденом Трудового Червоного Прапора, золотою медаллю імені К. Е. Ціолковського, золотою медаллю «Космос» і де Лаво FAI, золотою медаллю Міжнародної академії астронавтики. Герой Праці СРВ. Нагороджений орденом Прапора УНР I ступеня з алмазами. Почесний громадянин міст Калуга (Росія), Клермон-Ферран (Франція), Дебрецен (Угорщина). Доктор медицини Берлінського університету імені Гумбольдта (1965).